# Хао Цзюньмінь
Хао Цзюньмінь (кит.: 蒿俊闵; нар. 24 березня 1987, Ухань, Хубей, Китай) — китайський футболіст, півзахисник клубу «Шаньдун Лунен» та національної збірної Китаю.

## Клубна кар'єра
Футболом розпочав займатися у Футбольній школі Уханя. Хао Цзюньмінь розпочав свою футбольну кар'єру в «Тяньцзінь Теда», в якому дебютував 15 вересня 2004 року в переможному (2:0) проти «Ляонін Хувін». 28 листопада 2004 року відзначився дебютним голом за команду в переможному (5:1) поєдинку «Ляонін Хувін». Зрекомендував себе як гравець основного складу й допоміг команді посісти четверте місце в сезоні 2005 року. Відігравав важливу роль в команді не лише у вище вказаному сезоні, але й надалі, свідченням чого стала перемога Хао в номінації Найкращий молодий гравець року (2006 та 2007 року) за версією Китайської футбольної асоціації. Талановитий півзахисник допоміг «Тяньцзінь Теді» по ходу сезону поборотися за путівку до Ліги чемпіонів АФК 2008 року.
22 січня 2010 року Хао залишив «Тяньцзінь Теда» та перейшов до представника німецької Бундесліги «Шальке 04». 10 лютого 2010 року в переможному (1:0) поєдинку 1/4 фіналу кубку Німеччини проти «Оснабрюка», замінивши на 87-й хвилині Вісенте Санчеса. Дебютував за «Шальку» у Бундеслізі 21 лютого 2010 року в програному (1:2) поєдинку проти «Вольфсбурга». Через перебір жовтих карток у попередньому матчі Рафіньєю вийшов на поле в стартовому складі, а на 74-й хвилині його замінили. Таким чином, Цзюньмінь став першим китайцем, який зіграв у складі «Шальке 04». Спочатку отримав футболку з номером 7, але 28 липня 2010 року, після підписання Рауля, змінив ігровий номер. Хао, будучи вболівальником легендарного іспанського нападника зі стажем, із задоволенням змінив футболку на номер 8.
8 липня 2011 року перейшов до складу клубу китайської Суперліги «Шаньдун Лунен», хоча у нього ще залишився рік контракту з «Шальке 04». Отримав травму під час передсезонних зборів, через що більшу частину сезону 2013 року не грав. Свій перший матч, після одужання від травми, зіграв 10 серпня 2013 року проти «Шанхай Шеньхуа», в якому «Шаньдун Лунен» переміг з рахунком 3:2.

## Кар'єра в збірній
У складі юнацької збірної Китаю (U-17) виступав на юнацькому чемпіонаті світу (U-17) 2003 року, а в складі молодіжної збірної Китаю брав участь у молодіжному чемпіонаті світу 2005 року. Завдяки вдалій грі за юнацьку та молодіжні збірні країни отримав запрошення до головної збірної країни на Східноазійський чемпіонат 2005 року, за яку дебютував 3 серпня 2005 року в нічийному (2:2) поєдинку проти Японії. За тодішнього головного тренера Чжу Гуанху регулярно грав за національну команду; однак через хворобу його не викликали на Кубок Азії 2007 року. У 2008 році Хао отримав можливість виступати у складі китайської збірної на літніх Олімпійських ігор 2008 року, де виходив у стартовому склаі в двох з трьох матчів групопвого етапу турніру.

## Статистика виступів

### Клубна
Станом на 6 грудня 2019
| Клуб              | Сезон             | Ліга                | Ліга  | Ліга | Національний кубок | Національний кубок | Кубок ліги | Кубок ліги | Континентальні | Континентальні | Інші  | Інші | Загалом | Загалом |
| Клуб              | Сезон             | Дивізіон            | Матчі | Голи | Матчі              | Голи               | Матчі      | Голи       | Матчі          | Голи           | Матчі | Голи | Матчі   | Голи    |
| ----------------- | ----------------- | ------------------- | ----- | ---- | ------------------ | ------------------ | ---------- | ---------- | -------------- | -------------- | ----- | ---- | ------- | ------- |
| «Тяньцзінь Теда»  | 2004              | Китайська Суперліга | 10    | 1    | 0                  | 0                  | 0          | 0          | -              | -              | -     | -    | 10      | 1       |
| «Тяньцзінь Теда»  | 2005              | Китайська Суперліга | 18    | 1    | 1                  | 0                  | 0          | 0          | -              | -              | -     | -    | 19      | 1       |
| «Тяньцзінь Теда»  | 2006              | Китайська Суперліга | 26    | 1    | 3                  | 1                  | -          | -          | -              | -              | -     | -    | 29      | 2       |
| «Тяньцзінь Теда»  | 2007              | Китайська Суперліга | 28    | 5    | -                  | -                  | -          | -          | -              | -              | -     | -    | 28      | 5       |
| «Тяньцзінь Теда»  | 2008              | Китайська Суперліга | 24    | 6    | -                  | -                  | -          | -          | -              | -              | -     | -    | 24      | 6       |
| «Тяньцзінь Теда»  | 2009              | Китайська Суперліга | 27    | 2    | -                  | -                  | -          | -          | 5              | 0              | -     | -    | 32      | 2       |
| «Тяньцзінь Теда»  | Загалом           | Загалом             | 133   | 16   | 4                  | 1                  | 0          | 0          | 5              | 0              | 0     | 0    | 142     | 17      |
| «Шальке 04»       | 2009-10           | Бундесліга          | 8     | 0    | 1                  | 0                  | -          | -          | -              | -              | -     | -    | 9       | 0       |
| «Шальке 04»       | 2010-11           | Бундесліга          | 6     | 0    | 2                  | 0                  | -          | -          | 2              | 0              | -     | -    | 10      | 0       |
| «Шальке 04»       | Загалом           | Загалом             | 14    | 0    | 3                  | 0                  | 0          | 0          | 2              | 0              | 0     | 0    | 19      | 0       |
| «Шаньдун Лунен»   | 2011              | Китайська Суперліга | 12    | 1    | 1                  | 0                  | -          | -          | -              | -              | -     | -    | 13      | 1       |
| «Шаньдун Лунен»   | 2012              | Китайська Суперліга | 27    | 2    | 3                  | 0                  | -          | -          | -              | -              | -     | -    | 30      | 2       |
| «Шаньдун Лунен»   | 2013              | Китайська Суперліга | 9     | 0    | 0                  | 0                  | -          | -          | -              | -              | -     | -    | 9       | 0       |
| «Шаньдун Лунен»   | 2014              | Китайська Суперліга | 15    | 0    | 6                  | 0                  | -          | -          | 3              | 0              | -     | -    | 24      | 0       |
| «Шаньдун Лунен»   | 2015              | Китайська Суперліга | 27    | 2    | 3                  | 0                  | -          | -          | 5              | 0              | 1     | 0    | 36      | 2       |
| «Шаньдун Лунен»   | 2016              | Китайська Суперліга | 27    | 0    | 1                  | 0                  | -          | -          | 11             | 1              | -     | -    | 39      | 1       |
| «Шаньдун Лунен»   | 2017              | Китайська Суперліга | 29    | 1    | 3                  | 1                  | -          | -          | -              | -              | -     | -    | 32      | 2       |
| «Шаньдун Лунен»   | 2018              | Китайська Суперліга | 28    | 2    | 7                  | 0                  | -          | -          | -              | -              | -     | -    | 35      | 2       |
| «Шаньдун Лунен»   | 2019              | Китайська Суперліга | 23    | 1    | 4                  | 0                  | -          | -          | 9              | 1              | -     | -    | 36      | 2       |
| «Шаньдун Лунен»   | Загалом           | Загалом             | 197   | 9    | 28                 | 1                  | 0          | 0          | 28             | 2              | 1     | 0    | 254     | 12      |
| Усього за кар'єру | Усього за кар'єру | Усього за кар'єру   | 344   | 25   | 35                 | 2                  | 0          | 0          | 35             | 2              | 1     | 0    | 415     | 29      |

1. ↑  Матчі в Суперкубку Китаю

### У збірній

#### По роках
| National team | National team | National team |
| Рік           | Матчі         | Голи          |
| ------------- | ------------- | ------------- |
| 2005          | 1             | 0             |
| 2006          | 5             | 0             |
| 2007          | 2             | 0             |
| 2008          | 8             | 2             |
| 2009          | 10            | 3             |
| 2010          | 4             | 0             |
| 2011          | 11            | 4             |
| 2012          | 4             | 2             |
| 2013          | 0             | 0             |
| 2014          | 3             | 0             |
| 2015          | 3             | 0             |
| 2016          | 8             | 1             |
| 2017          | 7             | 0             |
| 2018          | 2             | 0             |
| 2019          | 12            | 0             |
| Загалом       | 80            | 12            |

#### По матчах
| Дата       | Місто    | Господарі | Результат | Гості      | Турнір                       | Голи | Примітки |
| ---------- | -------- | --------- | --------- | ---------- | ---------------------------- | ---- | -------- |
| 07-01-2019 | Аль-Айн  | КНР       | 2 – 1     | Киргизстан | Кубок Азії 2019 - 1-й етап   | -    | 46'      |
| 11-01-2019 | Абу-Дабі | Філіппіни | 0 – 3     | КНР        | Кубок Азії 2019 - 1-й етап   | -    |          |
| 20-01-2019 | Аль-Айн  | Таїланд   | 1 – 2     | КНР        | Кубок Азії 2019 - 1/8 фіналу | -    |          |
| 24-01-2019 | Абу-Дабі | КНР       | 0 – 3     | Іран       | Кубок Азії 2019 - 1/8 фіналу | -    |          |
| 21-03-2019 | Наньнін  | КНР       | 0 – 1     | Таїланд    | Cina Cup 2019 - 1/2 фіналу   | -    | 78'      |
| Усього     |          | Матчів    | 5         |            | Голів                        | 0    |          |

#### Голи за збірну
Станом на 1 вересня 2015
Рахунок та результат збірної Китаю в таблиці подано на першому місці.
| #                                     | Дата           | Місце                                                           | Суперник       | Рахунок | Результат | Змагання                           |
| ------------------------------------- | -------------- | --------------------------------------------------------------- | -------------- | ------- | --------- | ---------------------------------- |
| 1                                     | 23 лютого 2008 | Олімпійський спортивний цент, Чунцін, Китай                     | Північна Корея | 3–1     | 3–1       | Кубок Східної Азії 2008            |
| 2                                     | 25 травня 2008 | Куньшаньський стадіон, Куньшань, Китай                          | Йорданія       | 1–0     | 2–0       | Товариський матч                   |
| 3                                     | 21 січня 2009  | Спортивний цент Жовтого Дракона, Ханчжоу, Китай                 | В'єтнам        | 5–1     | 6–1       | кваліфікація кубку Азії 2011       |
| 4                                     | 29 травня 2009 | Шанхайський стадіон, Шанхай, Китай                              | Німеччина      | 1–0     | 1–1       | Товариський матч                   |
| 5                                     | 25 липня 2009  | Стадіон Олімпійського центру, Тяньцзінь, Китай                  | Киргизстан     | 2–0     | 3–0       | Товариський матч                   |
|                                       | 2 січня 2011   | Аль-Гарафа, Доха, Катар                                         | Ірак           | 1–0     | 3–2       | Товариський матч1                  |
| 6                                     | 16 січня 2011  | Аль-Гарафа, Доха, Катар                                         | Узбекистан     | 2–2     | 2–2       | Кубок Азії 2011                    |
| 7                                     | 23 липня 2011  | Тундонг, Куньмін, Китай                                         | Лаос           | 5–2     | 7–2       | кваліфікація чемпіонату світу 2014 |
| 8                                     | 23 липня 2011  | Тундонг, Куньмін, Китай                                         | Лаос           | 7–2     | 7–2       | кваліфікація чемпіонату світу 2014 |
| 9                                     | 6 вересня 2011 | Міжнародний стадіон, Амман, Йорданія                            | Йорданія       | 1–2     | 1–2       | кваліфікація чемпіонату світу 2014 |
| 10                                    | 29 лютого 2012 | Міський унівеситет Гуанчжоуського університету, Гуанчжоу, Китай | Йорданія       | 1–0     | 3–1       | кваліфікація чемпіонату світу 2014 |
| 11                                    | 29 лютого 2012 | Міський унівеситет Гуанчжоуського університету, Гуанчжоу, Китай | Йорданія       | 2–0     | 3–1       | кваліфікація чемпіонату світу 2014 |
|                                       | 3 січня 2015   | Кембеллтаун стедіум, Кембеллтаун, Австралія                     | Оман           | 1–1     | 4–1       | Товариський матч1                  |
| 12                                    | 1 вересня 2016 | Сеульський стадіон чемпіонату світу, Сеул, Південна Корея       | Південна Корея | 2–3     | 2–3       | кваліфікація чемпіонату світу 2018 |
| 1:матчі, проведені не під егідою ФІФА |                |                                                                 |                |         |           |                                    |

## Досягнення

### Клубні
«Шальке 04»
- Кубок Німеччини
  -  Володар (1): 2010/11

«Шаньдун Тайшань»
- Кубок Китаю
  -  Володар (2): 2014[12], 2020

- Суперкубок Китаю
  -  Володар (1): 2015

### Міжнародні
збірна Китаю
- Кубок Східної Азії
  -  Володар (1): 2005

### Індивідуальні
- Найкращий молодий гравець року за версією Китайської футбольної асоціації: 2005, 2007
- Команда року Китайської Суперліги: 2005, 2007, 2017, 2019